# IPhone 13 Pro
O iPhone 13 Pro e o iPhone 13 Pro Max são smartphones projetados e comercializados pela Apple Inc. Eles são os principais smartphones da décima quinta geração do iPhone, sucedendo o iPhone 12 Pro e o iPhone 12 Pro Max. Os dispositivos foram apresentados ao lado do iPhone 13 e iPhone 13 Mini em um evento especial da Apple no Apple Park em Cupertino, Califórnia, em 14 de setembro de 2021, e ficaram disponíveis dez dias depois, em 24 de setembro.
As principais atualizações em relação ao seu antecessor incluem maior duração da bateria, câmeras e fotografia computacional aprimoradas, foco de rack para vídeo em um novo "Modo Cinematográfico" a 1080p 30 fps, gravação de vídeo Apple ProRes, um novo sistema A15 Bionic em um chip e uma variável 10 Tela de -120 Hz, comercializada como ProMotion.

## História
O iPhone 13 Pro e o iPhone 13 Pro Max foram anunciados oficialmente ao lado do iPad de 9ª geração, iPad Mini de 6ª geração , Apple Watch Series 7, iPhone 13 e iPhone 13 Mini por um evento de imprensa virtual filmado e gravado no Apple Park em Cupertino, Califórnia, em 14 de setembro de 2021. As encomendas começaram em 17 de setembro às 5h PST. O preço começa em US$ 999 para o iPhone 13 Pro e US$ 1099 para o iPhone 13 Pro Max, o mesmo de suas respectivas gerações anteriores.

## Design
O design do iPhone 13 Pro e iPhone 13 Pro Max é praticamente inalterado em relação ao seu antecessor. No entanto, o módulo da câmera traseira agora cobre uma área maior devido às lentes maiores. O Face ID e o módulo da câmera na tela frontal, ou "notch", agora são 20% menores que as gerações anteriores.
O iPhone 13 Pro e 13 Pro Max estão disponíveis em cinco cores: Prata, Grafite, Dourado, Sierra Blue e Alpine Green. Sierra Blue é uma nova cor que substitui o Pacific Blue.
Em 8 de março de 2022, no evento especial da Apple "Peek Performance", a Apple revelou uma nova opção de cor Alpine Green, que ficou disponível em 18 de março.
| Cor | Nome         |
| --- | ------------ |
|     | Prateado     |
|     | Grafite      |
|     | Dourado      |
|     | Azul-Sierra  |
|     | Verde-Alpino |

## Especificações

### Hardware
O iPhone 13 Pro e Pro Max usa um processador A15 Bionic projetado pela Apple com um mecanismo neural de 16 núcleos, CPU de 6 núcleos (com 2 núcleos de desempenho e 4 núcleos de eficiência) e GPU de 5 núcleos. O A15 Bionic também contém um processador de imagem de última geração.
Mais bandas 5G estão disponíveis para suportar mais operadoras, especialmente fora dos EUA.

### Display
O iPhone 13 Pro possui uma tela de 1170 x 2532 pixels de 6,1 polegadas e o iPhone 13 Pro Max possui uma tela de 1284 x 2778 pixels de 6,7 polegadas. Ambos os modelos possuem a tela Super Retina XDR OLED com brilho típico aprimorado de até 1000 nits e brilho máximo de até 1200 nits e, pela primeira vez em um iPhone, uma tela ProMotion variável de 10-120 Hz, que também pode ir tão baixo quanto 10 Hz para preservar a bateria e o termo foi usado anteriormente no iPad Pro (2.ª geração) e modelos posteriores.

### Baterias
A Apple reivindica até 1,5 horas a mais de duração da bateria no iPhone 13 Pro do que seu antecessor e 2,5 horas a mais no 13 Pro Max. A capacidade nominal é de 11,97 Wh (3.095 mAh) no 13 Pro, enquanto o 13 Pro Max é avaliado em 16,75 Wh (4.352 mAh). Ambos os modelos podem carregar com MagSafe de até 15 W, carregamento sem fio Qi de até 7,5 W e Lightning de até 20-27 W para o (Pro Max), 20-23 W para o (Pro).

### Câmeras
O iPhone 13 Pro possui quatro câmeras: uma câmera frontal e três câmeras traseiras, incluindo uma câmera telefoto, ampla e ultra grande angular. As câmeras traseiras contêm sensores maiores que o iPhone 12 Pro, permitindo mais coleta de luz. O amplo e o ultra-amplo também têm aberturas maiores para capturar mais luz e aumentar o desempenho com pouca luz. A câmera ultra larga também possui foco automático pela primeira vez. A telefoto de 77 mm tem uma abertura menor que a do 12 Pro, mas tem a vantagem de poder usar o Modo Noturno pela primeira vez. A telefoto maior também aumenta a capacidade de zoom digital para 15x.
As câmeras usam o mais recente mecanismo de fotografia computacional da Apple, chamado Smart HDR 4. O Smart HDR 4 processa rostos reconhecidos em fotos separadamente usando ajustes locais. Os usuários também podem escolher entre uma variedade de estilos fotográficos durante a captura, incluindo contraste rico, vibrante, quente e frio. A Apple esclarece que isso é diferente de um filtro, porque funciona de forma inteligente com o algoritmo de processamento de imagem durante a captura para aplicar ajustes locais a uma imagem.
O aplicativo da câmera contém um novo modo chamado Modo Cinematográfico, que permite aos usuários focar entre os assuntos e criar profundidade de campo rasa usando algoritmos de software. É compatível com as câmeras grande angular, telefoto e frontal em 1080p a 30 fps. A Apple também adicionou no iOS 15.1 a capacidade de gravar no Apple ProRes 4K a 30 fps para modelos com pelo menos 256 GB de armazenamento, no entanto, os modelos básicos com 128 GB de armazenamento serão limitados à gravação ProRes a 1080p 30 fps.
A câmera possui um modo macro que pode focar até 2 centímetros de um assunto. Ele utiliza o foco automático da câmera ultra larga e é ativado automaticamente quando perto o suficiente de um assunto.

### Software
O iPhone 13 Pro e o iPhone 13 Pro Max são pré-instalados com o iOS 15 no lançamento.